# German Open 2010 (Badminton)
Koordinaten: 51° 25′ 24,9″ N, 6° 53′ 34,4″ O
Die German Open 2010 im Badminton fanden in der RWE Sporthalle in Mülheim an der Ruhr vom 2. bis 7. März 2010 statt. Das Preisgeld betrug 80.000 USD.

## Sieger und Platzierte
| Disziplin    | Gold                                    | Silber                      | Bronze                                  |
| ------------ | --------------------------------------- | --------------------------- | --------------------------------------- |
| Herreneinzel | Bao Chunlai                             | Chen Long                   | Wong Choong Hann                        |
| Herreneinzel | Bao Chunlai                             | Chen Long                   | Muhammad Hafiz Hashim                   |
| Dameneinzel  | Wang Xin                                | Juliane Schenk              | Chan Tsz Ka                             |
| Dameneinzel  | Wang Xin                                | Juliane Schenk              | Wang Lin                                |
| Herrendoppel | Chai Biao Zhang Nan                     | Chen Hung-ling Lin Yu-lang  | Yohan Hadikusumo Wiratama Wong Wai Hong |
| Herrendoppel | Chai Biao Zhang Nan                     | Chen Hung-ling Lin Yu-lang  | Fang Chieh-min Lee Sheng-mu             |
| Damendoppel  | Ma Jin Wang Xiaoli                      | Cheng Shu Zhao Yunlei       | Valeria Sorokina Nina Vislova           |
| Damendoppel  | Ma Jin Wang Xiaoli                      | Cheng Shu Zhao Yunlei       | Cheng Wen-hsing Chien Yu-chin           |
| Mixed        | Yohan Hadikusumo Wiratama Tse Ying Suet | Robert Blair Imogen Bankier | Robin Middleton Mariana Agathangelou    |
| Mixed        | Yohan Hadikusumo Wiratama Tse Ying Suet | Robert Blair Imogen Bankier | Tao Jiaming Zhang Yawen                 |

## Finalergebnisse
| Disziplin    | Sieger                                  | Finalist                    | Ergebnis            |
| ------------ | --------------------------------------- | --------------------------- | ------------------- |
| Herreneinzel | Bao Chunlai                             | Chen Long                   | 21:13, 21:10        |
| Dameneinzel  | Wang Xin                                | Juliane Schenk              | 21:17, 21:18        |
| Herrendoppel | Chai Biao Zhang Nan                     | Chen Hung-ling Lin Yu-lang  | 17:21, 21:13, 21:15 |
| Damendoppel  | Ma Jin Wang Xiaoli                      | Cheng Shu Zhao Yunlei       | 24:22, 21:15        |
| Mixed        | Yohan Hadikusumo Wiratama Tse Ying Suet | Robert Blair Imogen Bankier | 15:5 (Aufgabe)      |

## Herreneinzel Qualifikation
- Alexander Roovers –  Richard Domke: 21-19 / 21-11
- Steffen Hohenberg –  Benjamin Wahnhoff: 21-16 / 21-11
- Matej Janosik –  Yann Hellers: 22-20 / 21-12
- Maxime Moreels –  Julien Pohl: 21-18 / 21-8
- René Rother –  Christian Böhmer: 14-21 / 21-13 / 21-18
- Kai Waldenberger –  Johannes Szilagyi: 21-13 / 21-13
- Andreas Heinz –  Florian Bruell: 21-9 / 21-9
- Matthias Kuchenbecker –  Eli Mambwe: 21-19 / 21-16
- Mathieu Pohl –  Philippe Hengen: 21-8 / 21-12
- Thorsten Kunkel –  Markus Stollberg: 22-20 / 21-5
- Jarolím Vícen –  Robert Georg: 21-12 / 21-12
- Dharma Gunawi –  Temuulen Ayush: 21-11 / 21-6
- Patrick Kämnitz –  Frederic Gaspard: 14-21 / 22-20 / 21-19
- Gregory Schneider –  Philipp Wachenfeld: 21-10 / 16-21 / 21-12
- Jon Lindholm –  Markus Meffert: 11-21 / 21-8 / 21-16
- Alexander Roovers –  Steffen Hohenberg: 21-12 / 21-19
- Maxime Moreels –  Matej Janosik: 21-9 / 21-10
- Kai Waldenberger –  René Rother: 21-12 / 21-13
- Andreas Heinz –  Matthias Kuchenbecker: 21-17 / 21-19
- Mathieu Pohl –  Thorsten Kunkel: 21-13 / 21-15
- Dharma Gunawi –  Jarolím Vícen: 17-21 / 21-19 / 21-17
- Patrick Kämnitz –  Gregory Schneider: 21-13 / 15-21 / 21-15
- Jon Lindholm –  Manfred Helms: 21-12 / 21-9

## Herreneinzel
- Bao Chunlai –  Sven Eric Kastens: 21-9 / 21-11
- Hannes Käsbauer –  Kai Waldenberger: 13-21 / 21-19 / 21-19
- Andy Hartono Tandaputra –  Daniel Benz: 21-10 / 21-19
- Petr Koukal –  Saber Afif: 21-9 / 21-17
- Tan Chun Seang –  Sebastian Rduch: 18-21 / 21-12 / 22-20
- Takuma Ueda –  Andreas Heinz: 21-11 / 25-23
- Hans-Kristian Vittinghus –  Christian Bösiger: 21-12 / 21-16
- Keigo Sonoda –  Yeoh Kay Bin: 21-19 / 21-8
- Wong Choong Hann –  Patrick Kämnitz: 21-4 / 21-10
- Andre Kurniawan Tedjono –  Fabian Hammes: 3-1 ret.
- Kashyap Parupalli –  Alexander Roovers: 21-11 / 21-18
- Henri Hurskainen –  Maxime Moreels: 21-7 / 21-9
- Dicky Palyama –  Rei Sato: 18-21 / 21-11 / 21-14
- Dieter Domke –  Ajay Jayaram: 21-16 / 21-18
- Michał Rogalski –  Mykola Dmitrishin: 23-21 / 21-8
- Dmytro Zavadsky –  Lester Oey: 21-15 / 21-19
- Rune Ulsing –  Stilian Makarski: 21-11 / 21-15
- Chan Kwong Beng –  Lukas Schmidt: 21-6 / 21-12
- Magnus Sahlberg –  Pavel Florián: 21-14 / 21-6
- Muhammad Hafiz Hashim –  Shu Wada: 21-17 / 21-15
- Anand Pawar –  Jan Vondra: 20-22 / 21-15 / 21-16
- Taufiq Hidayat Akbar –  Rune Massing: 21-15 / 21-13
- Scott Evans –  Marcel Reuter: 21-16 / 16-21 / 21-14
- Marc Zwiebler –  Chong Wei Feng: 22-20 / 21-11
- Vitaliy Konov –  Eetu Heino: 22-20 / 21-10
- Przemysław Wacha –  Andreas Adityawarman: 21-10 / 10-21 / 21-10
- Wong Wing Ki –  Stephan Wojcikiewicz: 21-19 / 21-18
- Hsieh Yu-hsing –  Jon Lindholm: 25-23 / 21-10
- Raul Must –  R. M. V. Gurusaidutt: 21-18 / 21-14
- Eric Pang –  Mathieu Pohl: 21-15 / 21-13
- Riichi Takeshita –  Kristian Nielsen: 21-7 / 21-13
- Chen Long –  Dharma Gunawi: 21-7 / 21-9
- Bao Chunlai –  Hannes Käsbauer: 21-11 / 21-12
- Petr Koukal –  Andy Hartono Tandaputra: 21-14 / 21-10
- Tan Chun Seang –  Takuma Ueda: 20-18 ret.
- Hans-Kristian Vittinghus –  Keigo Sonoda: 21-18 / 23-25 / 21-18
- Wong Choong Hann –  Andre Kurniawan Tedjono: 21-14 / 21-10
- Kashyap Parupalli –  Henri Hurskainen: 21-10 / 13-21 / 23-21
- Dicky Palyama –  Dieter Domke: 21-16 / 21-19
- Dmytro Zavadsky –  Michał Rogalski: 21-11 / 21-7
- Chan Kwong Beng –  Rune Ulsing: 10-21 / 22-20 / 21-16
- Muhammad Hafiz Hashim –  Magnus Sahlberg: 21-13 / 21-18
- Anand Pawar –  Taufiq Hidayat Akbar: 21-4 / 21-17
- Marc Zwiebler –  Scott Evans: 21-17 / 21-10
- Przemysław Wacha –  Vitaliy Konov: 21-12 / 21-13
- Wong Wing Ki –  Hsieh Yu-hsing: 21-14 / 21-9
- Eric Pang –  Raul Must: 22-20 / 21-18
- Chen Long –  Riichi Takeshita: 21-10 / 21-8
- Bao Chunlai –  Petr Koukal: 21-11 / 21-12
- Tan Chun Seang –  Hans-Kristian Vittinghus: 19-21 / 21-19 / 21-16
- Wong Choong Hann –  Kashyap Parupalli: 21-14 / 21-18
- Dicky Palyama –  Dmytro Zavadsky: 21-19 / 21-17
- Muhammad Hafiz Hashim –  Chan Kwong Beng: 21-7 / 21-13
- Marc Zwiebler –  Anand Pawar: 21-18 / 21-19
- Wong Wing Ki –  Przemysław Wacha: 21-12 / 21-13
- Chen Long –  Eric Pang: 22-24 / 21-13 / 21-14
- Bao Chunlai –  Tan Chun Seang: 21-13 / 21-7
- Wong Choong Hann –  Dicky Palyama: 15-21 / 21-13 / 21-17
- Muhammad Hafiz Hashim –  Marc Zwiebler: 21-12 / 21-16
- Chen Long –  Wong Wing Ki: 21-18 / 21-15
- Bao Chunlai –  Wong Choong Hann: 21-18 / 21-13
- Chen Long –  Muhammad Hafiz Hashim: 21-15 / 21-19
- Bao Chunlai –  Chen Long: 21-13 / 21-10

## Dameneinzel Qualifikation
- Masayo Nojirino –  Yuriko Miki: 21-15 / 12-21 / 23-21
- Sabrina Jaquet –  Joycelyn Ko: 21-13 / 24-22
- Tse Ying Suet –  Mona Reich: 21-16 / 21-18
- Claudia Vogelgsang –  Diana Dimova: 21-19 / 21-13
- Fabienne Deprez –  Claudia Mayer: 21-19 / 21-18
- Lisa Heidenreich –  Yik-Man Wong: 21-15 / 21-15
- Mariya Diptan –  Kim Buss: 21-14 / 13-21 / 21-15
- Marion Gruber –  Ogar Siamupangila: 21-5 / 21-11
- Masayo Nojirino –  Sabrina Jaquet: 21-10 / 23-21
- Tse Ying Suet –  Claudia Vogelgsang: 21-18 / 21-13
- Fabienne Deprez –  Lisa Heidenreich: 21-11 / 22-20
- Mariya Diptan –  Marion Gruber: 20-22 / 23-21 / 21-10

## Dameneinzel
- Wang Lin –  Mariya Diptan: 21-5 / 21-7
- Fransisca Ratnasari –  Olga Konon: 11-21 / 22-20 / 21-17
- Jeanine Cicognini –  Judith Meulendijks: 18-21 / 21-15 / 21-15
- Tatjana Bibik –  Fabienne Deprez: 21-8 / 26-24
- Juliane Schenk –  Rachel van Cutsen: 21-11 / 21-15
- Lydia Cheah Li Ya –  Chen Hsiao-huan: 21-19 / 21-17
- Trupti Murgunde –  Petya Nedelcheva: 12-21 / 21-8 / 21-14
- Megumi Taruno –  Elizabeth Cann: 16-21 / 22-20 / 21-18
- Chan Tsz Ka –  Anu Nieminen: 21-12 / 21-16
- Ella Diehl –  Masayo Nojirino: 21-17 / 21-9
- Tse Ying Suet –  Yao Jie: 22-20 / 21-13
- Karina Jørgensen –  Linda Zechiri: 22-20 / 21-19
- Wong Mew Choo –  Shizuka Uchida: 21-12 / 21-15
- Camilla Sørensen –  Karin Schnaase: 21-15 / 21-16
- Wang Xin –  Patty Stolzenbach: 22-20 / 21-11
- Anna Rice –  Helen Davies: w.o.
- Wang Lin –  Fransisca Ratnasari: 21-14 / 17-21 / 21-13
- Jeanine Cicognini –  Tatjana Bibik: 21-17 / 17-21 / 21-19
- Juliane Schenk –  Lydia Cheah Li Ya: 21-19 / 21-9
- Megumi Taruno –  Trupti Murgunde: 20-22 / 21-13 / 21-13
- Chan Tsz Ka –  Ella Diehl: 23-21 / 13-21 / 21-13
- Tse Ying Suet –  Anna Rice: 21-17 / 23-21
- Wong Mew Choo –  Karina Jørgensen: 21-6 / 21-11
- Wang Xin –  Camilla Sørensen: 21-14 / 21-10
- Wang Lin –  Jeanine Cicognini: 21-12 / 21-14
- Juliane Schenk –  Megumi Taruno: 21-18 / 21-15
- Chan Tsz Ka –  Tse Ying Suet: 22-20 / 21-18
- Wang Xin –  Wong Mew Choo: 21-13 / 20-22 / 21-13
- Juliane Schenk –  Wang Lin: 17-21 / 21-15 / 21-16
- Wang Xin –  Chan Tsz Ka: 21-15 / 21-14
- Wang Xin –  Juliane Schenk: 21-17 / 21-18

## Herrendoppel Qualifikation
- Vitaliy Konov /  Dmytro Zavadsky –  Julien Pohl /  Gregory Schneider: 22-20 / 21-18
- Mats Hukriede /  Josche Zurwonne –  Matej Janosik /  Jarolím Vícen: 21-10 / 12-21 / 21-9
- Maurice Niesner /  Till Zander –  Christian Bösiger /  Anthony Dumartheray: 15-21 / 21-14 / 21-19
- Łukasz Moreń /  Michał Rogalski –  Alexander Roovers /  Philipp Wachenfeld: 21-15 / 21-19
- Dharma Gunawi /  Ardiansyah Putra –  Rei Sato /  Riichi Takeshita: 21-15 / 13-21 / 21-18
- Andrew Bowman /  Watson Briggs –  Daniel Benz /  Andreas Heinz: 21-16 / 16-21 / 21-11
- Peter Käsbauer /  Oliver Roth –  Gert Künka /  Andy Hartono Tandaputra: 18-21 / 21-18 / 21-17
- Frederic Gaspard /  Jonathan Gillis –  Matthias Kuchenbecker /  Andreas Lindner: 12-21 / 21-2 / 26-24
- Vitaliy Konov /  Dmytro Zavadsky –  Mats Hukriede /  Josche Zurwonne: 21-10 / 16-21 / 21-19
- Maurice Niesner /  Till Zander –  Łukasz Moreń /  Michał Rogalski: 21-16 / 19-21 / 21-19
- Dharma Gunawi /  Ardiansyah Putra –  Andrew Bowman /  Watson Briggs: 21-12 / 11-21 / 25-23
- Peter Käsbauer /  Oliver Roth –  Frederic Gaspard /  Jonathan Gillis: 21-15 / 21-17

## Herrendoppel
- Liao Min-chun /  Wu Chun-wei –  Choong Tan Fook /  Lee Wan Wah: 21-18 / 22-20
- Marcus Ellis /  Peter Mills –  Mikkel Elbjørn /  Christian Skovgaard: 21-16 / 21-19
- Fang Chieh-min /  Lee Sheng-mu –  Takuma Ueda /  Shu Wada: 21-18 / 17-21 / 21-15
- Vitaliy Durkin /  Alexandr Nikolaenko –  Peter Käsbauer /  Oliver Roth: 21-18 / 11-21 / 21-13
- Rupesh Kumar /  Sanave Thomas –  Jorrit de Ruiter /  Dave Khodabux: 21-19 / 11-21 / 21-18
- Kristof Hopp /  Johannes Schöttler –  Adam Cwalina /  Michał Łogosz: 21-12 / 18-21 / 21-19
- Chai Biao /  Zhang Nan –  Chris Adcock /  Robert Blair: 23-21 / 21-13
- Andrew Ellis /  Dean George –  Dharma Gunawi /  Ardiansyah Putra: 21-10 / 20-22 / 21-17
- Mak Hee Chun /  Tan Wee Kiong –  Toby Ng /  Adrian Liu: 21-16 / 21-15
- Hiroyuki Endo /  Yoshiteru Hirobe –  Chan Peng Soon /  Lim Khim Wah: 13-21 / 21-18 / 21-15
- Yohan Hadikusumo Wiratama /  Wong Wai Hong –  Maurice Niesner /  Till Zander: 21-18 / 21-14
- Gan Teik Chai /  Tan Bin Shen –  Vitaliy Konov /  Dmytro Zavadsky: 21-15 / 21-14
- Hoon Thien How /  Ong Soon Hock –  Chris Langridge /  Robin Middleton: 21-17 / 16-21 / 21-17
- Hendri Kurniawan Saputra /  Hendra Wijaya –  Jürgen Koch /  Peter Zauner: 21-14 / 21-14
- Michael Fuchs /  Ingo Kindervater –  Takeshi Kamura /  Keigo Sonoda: 21-16 / 21-16
- Chen Hung-ling /  Lin Yu-lang –  Mads Conrad-Petersen /  Mads Pieler Kolding: 21-16 / 21-17
- Marcus Ellis /  Peter Mills –  Liao Min-chun /  Wu Chun-wei: 22-20 / 15-21 / 21-12
- Fang Chieh-min /  Lee Sheng-mu –  Vitaliy Durkin /  Alexandr Nikolaenko: 21-14 / 21-12
- Rupesh Kumar /  Sanave Thomas –  Kristof Hopp /  Johannes Schöttler: 22-20 / 14-21 / 21-15
- Chai Biao /  Zhang Nan –  Andrew Ellis /  Dean George: 21-15 / 19-21 / 21-18
- Mak Hee Chun /  Tan Wee Kiong –  Hiroyuki Endo /  Yoshiteru Hirobe: 18-21 / 21-17 / 21-16
- Yohan Hadikusumo Wiratama /  Wong Wai Hong –  Gan Teik Chai /  Tan Bin Shen: 21-14 / 21-19
- Hoon Thien How /  Ong Soon Hock –  Hendri Kurniawan Saputra /  Hendra Wijaya: 21-18 / 21-4
- Chen Hung-ling /  Lin Yu-lang –  Michael Fuchs /  Ingo Kindervater: 21-13 / 12-21 / 21-14
- Fang Chieh-min /  Lee Sheng-mu –  Marcus Ellis /  Peter Mills: 21-15 / 21-11
- Chai Biao /  Zhang Nan –  Rupesh Kumar /  Sanave Thomas: 21-10 / 21-12
- Yohan Hadikusumo Wiratama /  Wong Wai Hong –  Mak Hee Chun /  Tan Wee Kiong: 21-19 / 21-12
- Chen Hung-ling /  Lin Yu-lang –  Hoon Thien How /  Ong Soon Hock: 21-14 / 26-24
- Chai Biao /  Zhang Nan –  Fang Chieh-min /  Lee Sheng-mu: 21-18 / 21-11
- Chen Hung-ling /  Lin Yu-lang –  Yohan Hadikusumo Wiratama /  Wong Wai Hong: 21-14 / 21-18
- Chai Biao /  Zhang Nan –  Chen Hung-ling /  Lin Yu-lang: 17-21 / 21-13 / 21-15

## Damendoppel
- Vivian Hoo Kah Mun /  Woon Khe Wei –  Mona Reich /  Laura Ufermann: 21-12 / 21-9
- Lena Frier Kristiansen /  Marie Røpke –  Emelie Fabbeke /  Emma Wengberg: 24-22 / 21-19
- Yuriko Miki /  Koharu Yonemoto –  Natalia Pocztowiak /  Agnieszka Wojtkowska: 21-12 / 21-18
- Cheng Wen-hsing /  Chien Yu-chin –  Petya Nedelcheva /  Anastasia Russkikh: 13-21 / 22-20 / 21-15
- Lotte Jonathans /  Paulien van Dooremalen –  Carla Nelte /  Johanna Goliszewski: 21-18 / 21-17
- Mariana Agathangelou /  Heather Olver –  Kim Buss /  Claudia Vogelgsang: 21-19 / 21-8
- Ng Hui Ern /  Ng Hui Lin –  Jillie Cooper /  Emma Mason: 21-15 / 21-10
- Chang Hsin-yun /  Wang Pei-rong –  Masayo Nojirino /  Shizuka Uchida: 21-11 / 21-19
- Valeria Sorokina /  Nina Vislova –  Maria Helsbøl /  Anne Skelbæk: 21-14 / 21-19
- Samantha Barning /  Eefje Muskens –  Marion Gruber /  Sabrina Jaquet: 21-11 / 21-14
- Sandra Marinello /  Birgit Overzier –  Chau Hoi Wah /  Chan Tsz Ka: 21-15 / 29-30 / 21-18
- Rie Eto /  Yu Wakita –  Samantha Ward /  Gabrielle Adcock: 21-9 / 21-14
- Grace Gao /  Joycelyn Ko –  Steffi Annys /  Séverine Corvilain: w.o.
- Ma Jin /  Wang Xiaoli –  Vivian Hoo Kah Mun /  Woon Khe Wei: 22-20 / 21-5
- Lena Frier Kristiansen /  Marie Røpke –  Yuriko Miki /  Koharu Yonemoto: 21-18 / 21-13
- Cheng Wen-hsing /  Chien Yu-chin –  Grace Gao /  Joycelyn Ko: 21-10 / 21-11
- Lotte Jonathans /  Paulien van Dooremalen –  Mariana Agathangelou /  Heather Olver: 21-9 / 19-21 / 21-18
- Valeria Sorokina /  Nina Vislova –  Chang Hsin-yun /  Wang Pei-rong: 21-14 / 21-19
- Sandra Marinello /  Birgit Overzier –  Samantha Barning /  Eefje Muskens: 21-16 / 18-21 / 21-16
- Cheng Shu /  Zhao Yunlei –  Rie Eto /  Yu Wakita: 21-18 / 21-19
- Ma Jin /  Wang Xiaoli –  Lena Frier Kristiansen /  Marie Røpke: 21-12 / 21-16
- Cheng Wen-hsing /  Chien Yu-chin –  Lotte Jonathans /  Paulien van Dooremalen: 21-13 / 21-4
- Valeria Sorokina /  Nina Vislova –  Ng Hui Ern /  Ng Hui Lin: 14-21 / 21-19 / 21-16
- Cheng Shu /  Zhao Yunlei –  Sandra Marinello /  Birgit Overzier: 21-13 / 21-12
- Ma Jin /  Wang Xiaoli –  Cheng Wen-hsing /  Chien Yu-chin: 21-13 / 21-11
- Cheng Shu /  Zhao Yunlei –  Valeria Sorokina /  Nina Vislova: 21-12 / 21-10
- Ma Jin /  Wang Xiaoli –  Cheng Shu /  Zhao Yunlei: 24-22 / 21-15

## Mixed Qualifikation
- Tim Dettmann /  Emelie Fabbeke –  Watson Briggs /  Emma Mason: 18-21 / 21-13 / 21-19
- Wong Wai Hong /  Chau Hoi Wah –  Lim Khim Wah /  Vivian Hoo Kah Mun: 21-19 / 18-21 / 21-16
- Mak Hee Chun /  Ng Hui Lin –  Peter Käsbauer /  Johanna Goliszewski: 21-16 / 21-14
- Till Zander /  Laura Ufermann –  Anthony Dumartheray /  Sabrina Jaquet: 21-12 / 21-11
- Mads Pieler Kolding /  Britta Andersen –  Jonathan Gillis /  Séverine Corvilain: 1-0 ret.
- Tim Dettmann /  Emelie Fabbeke –  Josche Zurwonne /  Carla Nelte: 24-22 / 21-10
- Mak Hee Chun /  Ng Hui Lin –  Wong Wai Hong /  Chau Hoi Wah: 21-14 / 21-14
- Tan Bin Shen /  Ng Hui Ern –  Till Zander /  Laura Ufermann: 21-17 / 17-21 / 21-16
- Mads Pieler Kolding /  Britta Andersen –  Eli Mambwe /  Ogar Siamupangila: 21-9 / 21-5

## Mixed
- Robin Middleton /  Mariana Agathangelou –  Takeshi Kamura /  Koharu Yonemoto: 23-21 / 21-14
- Chris Langridge /  Jillie Cooper –  Toby Ng /  Grace Gao: 21-19 / 21-15
- Liao Min-chun /  Cheng Wen-hsing –  Gan Teik Chai /  Anastasia Russkikh: 21-17 / 18-21 / 21-18
- Adam Cwalina /  Małgorzata Kurdelska –  Tim Dettmann /  Emelie Fabbeke: 21-17 / 21-9
- Vitaliy Durkin /  Nina Vislova –  Tan Wee Kiong /  Woon Khe Wei: 21-19 / 21-19
- Ingo Kindervater /  Birgit Overzier –  Dmytro Zavadsky /  Mariya Diptan: 21-19 / 21-14
- Yohan Hadikusumo Wiratama /  Tse Ying Suet –  Łukasz Moreń /  Natalia Pocztowiak: 21-13 / 21-14
- Stilian Makarski /  Diana Dimova –  Jorrit de Ruiter /  Lotte Jonathans: 21-14 / 21-15
- Chai Biao /  Zhao Yunlei –  Mads Pieler Kolding /  Britta Andersen: 21-14 / 21-15
- Chan Peng Soon /  Goh Liu Ying –  Tan Bin Shen /  Ng Hui Ern: 21-11 / 21-10
- Wouter Claes /  Nathalie Descamps –  Dean George /  Samantha Ward: 13-21 / 21-18 / 21-17
- Tao Jiaming /  Zhang Yawen –  Lee Sheng-mu /  Chien Yu-chin: 21-9 / 22-24 / 21-14
- Robert Blair /  Imogen Bankier –  Dave Khodabux /  Samantha Barning: 21-11 / 21-17
- Fang Chieh-min /  Wang Pei-rong –  Michał Łogosz /  Agnieszka Wojtkowska: 21-15 / 21-18
- Alexandr Nikolaenko /  Valeria Sorokina –  Mak Hee Chun /  Ng Hui Lin: 21-16 / 21-19
- Johannes Schöttler /  Sandra Marinello –  Chris Adcock /  Gabrielle Adcock: 21-16 / 21-16
- Robin Middleton /  Mariana Agathangelou –  Chris Langridge /  Jillie Cooper: 12-21 / 21-13 / 21-16
- Liao Min-chun /  Cheng Wen-hsing –  Adam Cwalina /  Małgorzata Kurdelska: 21-8 / 21-15
- Vitaliy Durkin /  Nina Vislova –  Ingo Kindervater /  Birgit Overzier: 21-19 / 21-16
- Yohan Hadikusumo Wiratama /  Tse Ying Suet –  Stilian Makarski /  Diana Dimova: 21-18 / 21-14
- Chai Biao /  Zhao Yunlei –  Chan Peng Soon /  Goh Liu Ying: 21-17 / 21-19
- Tao Jiaming /  Zhang Yawen –  Wouter Claes /  Nathalie Descamps: 21-7 / 21-7
- Robert Blair /  Imogen Bankier –  Fang Chieh-min /  Wang Pei-rong: 21-11 / 21-17
- Alexandr Nikolaenko /  Valeria Sorokina –  Johannes Schöttler /  Sandra Marinello: 21-14 / 21-16
- Robin Middleton /  Mariana Agathangelou –  Liao Min-chun /  Cheng Wen-hsing: 21-18 / 21-17
- Yohan Hadikusumo Wiratama /  Tse Ying Suet –  Vitaliy Durkin /  Nina Vislova: 21-18 / 21-15
- Tao Jiaming /  Zhang Yawen –  Chai Biao /  Zhao Yunlei: 18-21 / 21-12 / 21-12
- Robert Blair /  Imogen Bankier –  Alexandr Nikolaenko /  Valeria Sorokina: 21-11 / 18-21 / 21-16
- Yohan Hadikusumo Wiratama /  Tse Ying Suet –  Robin Middleton /  Mariana Agathangelou: 21-12 / 21-16
- Robert Blair /  Imogen Bankier –  Tao Jiaming /  Zhang Yawen: 21-17 / 21-19
- Yohan Hadikusumo Wiratama /  Tse Ying Suet –  Robert Blair /  Imogen Bankier: 15-5 ret.